# ساختار مواد
ساختار مواد را به‌طور کلی می‌توان به اشکال زیر طبقه‌بندی نمود:

## مواد جامد
- ساختار بلورین
  - ساختار مواد خالص: این مواد از یک نوع اتم تشکیل شده‌اند. این ساختارها به ۱۴ نوع سلول واحد (شبکه) براوه معروفند.[۱][۲]
    - مکعبی ساده (sc)
    - مکعبی با وجوه مرکزپر (fcc)
    - مکعبی مرکزپر (bcc)
    - تتراگونال ساده
    - تتراگونال مرکزپر
    - اورتورومبیک ساده
    - اورتورومبیک مرکزپر
    - اورتورومبیک دو وجه مقابل پر
    - اورتورومبیک وجوه مرکزپر
    - رومبوهدرال
    - هگزاگونال (hcp)
    - مونوکلینیک ساده
    - مونوکلینیک با دو وجه مقابل پر
    - تری‌کلینیک

  - ساختارهای دوتایی
    - ساختار نمک طعام (NaCl)
    - ساختار کلرید سزیم (CsCl)
    - ساختار ورتزیت
    - ساختار بلندروی (ZnS)
    - ساختار فلوریت
    - ساختار آنتی فلوریت
    - ساختار روتیل
    - ساختار سیلیس
      - سیلیکا
      - ارتوسیلیکات‌ها
      - پیروسیلیکات‌ها
      - متاسیلیکات‌ها
      - فیلوسیلیکات‌ها (سیلیکات‌های ورقه‌ای)
      - سیلیکات‌های داربستی (شبکه‌ای)

  - ساختارهای سه‌تایی
    - ساختار اسپینل
    - ساختار اسپینل معکوس
    - ساختار کوراندوم
    - ساختار پروسکایت
    - ساختار ایلیمینیت
- ساختار شیشه‌ای (آمورف)
- ساختار شبه کریستالی

## مواد مایع
- کریستال‌های مایع (بلورهای مایع)
- ساختار آمورف

## مواد گازی شکل
- ساختار آمورف